# Ula shiitakea
Ula (Ula) shiitakea là một loài ruồi trong họ Pediciidae. Chúng phân bố ở vùng sinh thái Palearctic.